# 末松氷海子
末松 氷海子（すえまつ ひみこ、1937年10月22日 - ）は、日本のフランス児童文学の研究者、翻訳家。

## 略歴
兵庫県芦屋市出身。父は朝日新聞記者の末松満。本姓・井出。
早稲田大学政経学部新聞学科卒。1961年から1962年、フランス・リールのカトリック大学新聞学部に学ぶ。

## 著書
- 『フランス児童文学への招待』（西村書店） 1997
- 『ペロー昔話を読み解く 赤ずきんの森へ』（西村書店東京出版編集部） 2015

## 翻訳
- 『鐘楼をまもる少年』（ポール・ジャック・ボンゾン、小林与志画、岩崎書店） 1972
- 『帰ってきたチンパンジー』（ギヨ、二俣英五郎絵、文研出版） 1974
- 『しあわせをよぶ小さな庭』（ピゲ、鈴木琢磨絵、旺文社） 1975
- 『友情は戦火をこえて』（A・ルブール、中山正美画、あかね書房） 1975
- 『家なき子』（エクトール・マロ、国土社） 1977
- 『あおいとり』（メーテルリンク、永井郁子絵、集英社） 1979
のち『青い鳥』（岩波少年文庫）
- 『グレゴリイのすてきな乗物』（ローラン・ド・ブリュノフ作・絵、国土社） 1979
- 『初恋よさようなら』（クレール=フランス、偕成社） 1980
- 「ローラのぼうけんえほん」（フィリップ・デュマ文・え、国土社） 1980
1)『まっくろローラ海のぼうけん』
2)『まっくろローラパリへのたび』
3)『まっくろローラどろぼうたいじ』
4)『まっくろローラおふろのぼうけん』 1982
- 『オンディーヌとさかな共和国』（フィリップ・デュマ、文化出版局） 1981
- 『バランティヌと小犬のツッキー』（ボリス・モアサール文、ミシェル・ゲイ絵、文化出版局） 1981
- 『愛の妖精』（ジョルジュ・サンド原作、ぎょうせい、少年少女世界名作全集） 1982
- 『十五少年漂流記』（ベルヌ原作、柳柊二絵、集英社、少年少女世界の名作） 1982
のち集英社みらい文庫
- 『バランティヌとあかちゃん』（ボリス・モアサール文、ミシェル・ゲイ絵、文化出版局） 1983
- 『バランティヌの夏休み』（ボリス・モアサール文、ミシェル・ゲイ絵、文化出版局） 1983
- 『バランティヌのおしゃれ作戦』（ボリス・モアサール文、ミシェル・ゲイ絵、文化出版局） 1984
- 『ぼくはおおかみだ』（クロード・ブージョン、文化出版局） 1985
- 『アルザスのおばあさん』（プーパ・モントフィエ絵と文、西村書店） 1986
- 『フィストンとデブとうさん』（ジェラール・ピュッセー作、ミッシェル・ゲイ絵、佑学社） 1986
- 『ぼくは英雄を見た レジスタンスの少年たち』（コレット・ヴィヴィエ、偕成社） 1986
- 『ロアールの城 - Chateau』（パトリス・フロリ画、ジャック・デュラン文、西村書店、フランスのくらしとあゆみ） 1986
- 『世界でいちばん長い手紙』（ニコル・シュニーガン作、クリスティーヌ・ルーソ絵、文研出版） 1987
- 『どきどきドライブ』（ミッシェル・ゲイ作・絵、佑学社） 1987
- 『のうさぎ村のクリスマス』（マリー・H・アンリ作・絵、佑学社） 1987
- 『ひとりぼっちのおじさん』（B・リンドグレーン文、U・ヴェンセル絵、文化出版局） 1987
- 『パパ、ぼくの犬をかえして』（C・ギュッマン、向井長政絵、文研出版） 1988
- 『ふしぎなテレビのいじわる作戦』（ニコラ・ド・イルシング、かみやしん絵、文研出版） 1989
- 『もうぜったいうさちゃんってよばないで』（G・ソロタレフ作・絵、佑学社） 1989
のちリブリオ出版
- 『要塞の歴史と生活』（ギー・アメイエ画、ドミニク・ロンスレー文、西村書店、フランスのくらしとあゆみ） 1989
- 『おばけニンジン』（クロード・ブージョン文と絵、セーラー出版） 1990
- 『シューラの婚約』（パトリック・モディアノ文、ドミニク・ゼルフェス絵、セーラー出版） 1990
- 『たくさんたべてね! ウサギさん』（クロード・ブージョン文と絵、セーラー出版） 1990
- 『ノエルのひみつ』（G・ソロタレフ作・絵、佑学社） 1990
- 『ハガネの歯』（クロード・ブージョン文と絵、セーラー出版） 1990
- 『プールーとセバスティアン』（ルネ・エスキュディエ作、ウリセス・ヴェンセル絵、セーラー出版） 1990
- 『おいてきぼりのこねこ』（イレーヌ・シュバルツ文、フレデリック・ステール絵、文化出版局） 1991
- 『おばあちゃんまたあした』（ミシェル・ド=フレンヌ文と絵、セーラー出版） 1991
- 『べろだしぼうや』（クロード・ブージョン文と絵、セーラー出版） 1991
- 『ほんとに本はやくにたつ』（クロード・ブージョン文と絵、セーラー出版） 1991
- 『まよなかの1ねんせい』（ミシェル・ゲイ、文化出版局） 1991
- 『おじいちゃんの休暇』（イヴォン・モーフレ、偕成社） 1992
- 『なんでもただ会社』（ニコラ=ド=イルシング、垂石真子絵、講談社） 1992
- 『犬のブーリとなだれ / こうさぎのフィネットと山かじ：どうぶつの二つのおはなし』（ミッシェル・ピケマル文、ローレンス・バティーヌ絵、DEMPA/ペンタン） 1993
- 『おまる』（ジャン・クラヴリイ絵、ミッシェル・ニクリイ文、西村書店） 1993
- 『こうさぎジャノがさらわれた』（クロード・ブージョン文と絵、セーラー出版） 1993
- 『サンタさんへのおくりもの』（G・ピュッセー、渡辺洋二絵、文研出版） 1993
- 『ねずみ先生、ちゅうしゃはやめて!』（フレデリック・ステール、偕成社） 1993
- 『ミシュカ』（マリイ・コルモン作、ジェラール・フランカン絵、セーラー出版） 1993
- 『ボノム』（ロラン・ド・ブリュノフ、福音館書店、世界傑作絵本シリーズ フランスの絵本） 1994
- 『青い髪のミステール』（マリー=オード・ミュライユ作、セルジュ・ブロッシュ絵、偕成社） 1995
- 『美女と野獣』（ボーモン夫人原作、こみねゆら絵、偕成社） 1995
- 『アリスのふしぎな夢』（ルイス・キャロル原作、マルト・スガン=フォント絵、西村書店） 1996
- 『ジスランさんとうそつきお兄ちゃん』（ブリジット・スマッジャ、小泉るみ子絵、文研出版） 1996
- 『まねしちゃだめ!』（ブリジット・スマッジャ、いとうみき絵、偕成社） 1997
- 『みんなでぬくぬく』（エルザ・ドヴェルノア文、ミシェル・ゲー絵、童話館出版） 1997
- 『はっけん・はっけん大はっけん!』（アンヌーマリ・シャプートン作、ジェラール・フランカン絵、偕成社） 1998
- 『片目のオオカミ』（ダニエル・ペナック、白水社） 1999
のち白水Uブックス
- 『自分にあてた手紙 カメのポシェの長い旅』（フローランス・セイヴォス作、クロード・ポンティ絵、偕成社） 1999
- 『長ぐつをはいたネコ』（シャルル・ペロー原作、ジュリアーノ・ルネッリ絵、徳間書店） 2000
のち集英社みらい文庫
- 『魔女になんかなりたくない!』（マリー・デプルシャン、津尾美智子絵、文研出版） 2002
- 『ジャンポールという名の魚』（ブリジット・スマッジャ、小泉るみ子絵、文研出版） 2003
- 『くまのサーシャはなくしやさん』（クレール・マジュレル文、ローラン・リエナール絵、童話館出版） 2006
- 『ナディアおばさんの予言』（マリー・デプルシャン、文研出版） 2007
- 『うんてんしてるの、だあれ ?』（アメリー・クーテュール、小泉るみ子絵、文研出版） 2008
- 『うんてんしてるの、だあれ ?』（ミシェル・ゲ作・絵、徳間書店） 2008
- 『なんでもただ会社』（ニコラ・ド・イルシング、三原紫野絵、日本標準） 2008
- 『ペロー昔話・寓話集』（シャルル・ペロー作、エヴァ・フラントヴァー絵、西村書店東京出版編集部） 2008